# Adam Applegarth
Adam Applegarth, né en août 1962 à Sunderland en Angleterre, était le directeur général de la banque Northern Rock, l'une des premières victimes de la crise des subprimes. La banque a ensuite été nationalisée.
Fils d'un professeur de musique et de théâtre, il a étudié à Sedbergh School (en) et l'Université de Durham, où il a vu les mathématiques et l'économie.
Il a rejoint Northern Rock en octobre 1983 en tant que stagiaire diplômé avant de devenir directeur général en 1993. Il a ensuite rejoint le conseil d'administration en 1996 et est nommé chef de la direction en 2001 à l'âge de 39 et est resté dans cette position jusqu'à ce qu'il quitte la banque en décembre 2007. 
En janvier 2009, la journaliste de The Guardian Julia Finch l'a identifié comme l'un des vingt-cinq personnes qui étaient au cœur de la crise financière. 